# Trommelralle

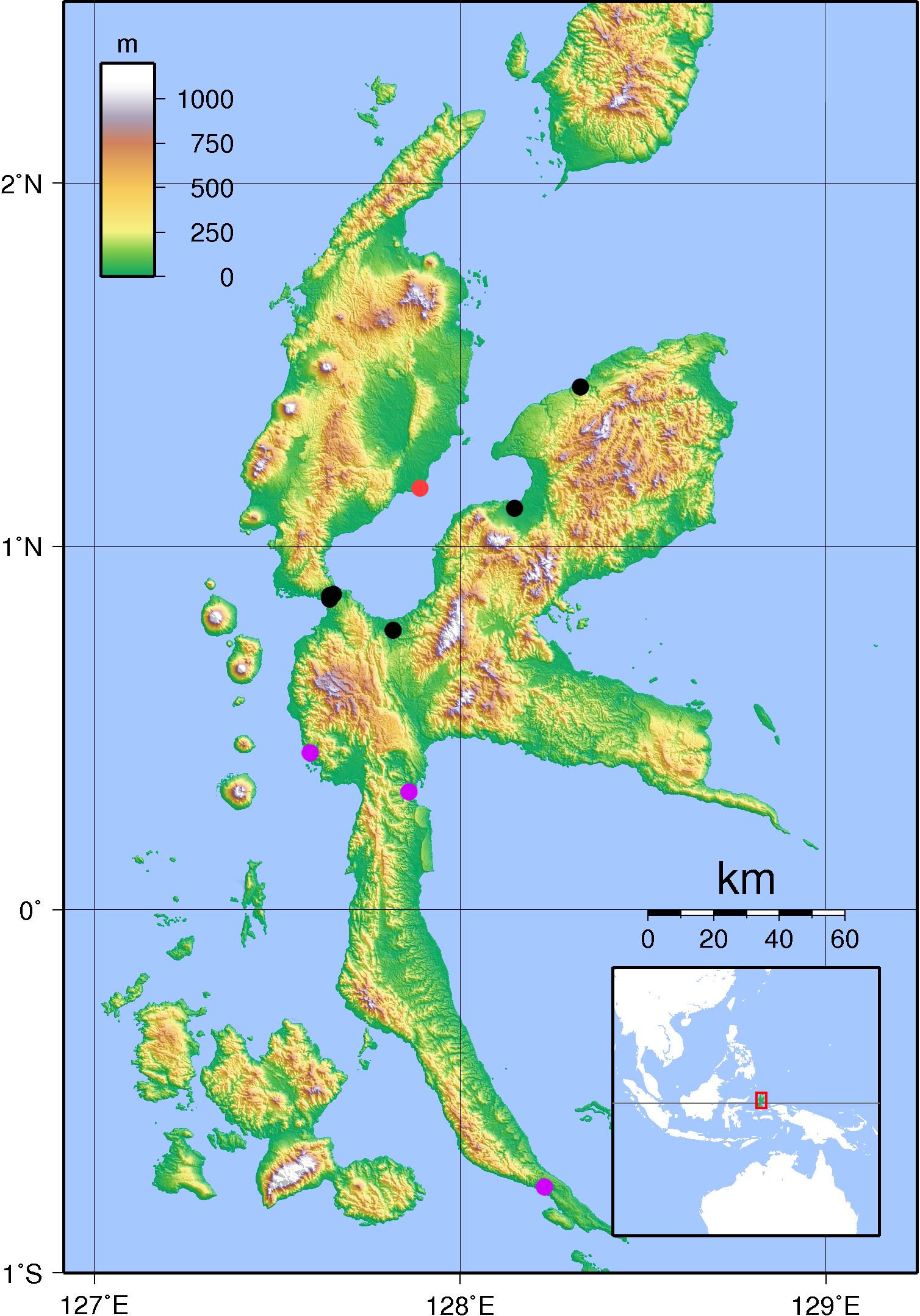
Markierungen für Nachweise der Trommelralle auf der Insel Halmahera (schwarz = 1950–2003; purpur = vor 1950; rot = Lage der Stadt Kao)

Die Trommelralle (Habroptila wallacii) ist ein mittelgroßer flugunfähiger Rallenvogel, der nur auf der indonesischen Insel Halmahera, einer nördlichen Molukken-Insel, vorkommt, wo er unzugängliche Sagopalmen-Sumpfgebiete in Waldnähe bewohnt. Sein Gefieder ist überwiegend dunkel schiefergrau, während die Haut um die Augen, der Schnabel und die Beine leuchtend rot sind. Sein Ruf ist ein tiefes trommelndes Geräusch, das von Flügelschlagen begleitet wird. Da es schwierig ist, den scheuen Vogel in seiner dicht bewachsenen Umgebung zu beobachten, ist über sein Verhalten nur wenig bekannt.
Die Trommelralle, die zuerst von dem englischen Biologen George Robert Gray 1861 beschrieben wurde, ist die einzige Art der monotypischen Gattung Habroptila. Ihr Lebensraum wird unter anderem durch die Umwandlung von Feuchtgebieten zu Reisanbaugebieten eingeschränkt, von der Weltnaturschutzunion (IUCN) wird sie als gefährdet (Vulnerable, VU) eingestuft.

## Beschreibung
Die Trommelralle ist ein kräftiger, mittelgroßer, 35 bis 40 cm langer, flugunfähiger Vogel. Bei erwachsenen Tieren sind Kopf, Nacken, Mantel, der obere Rücken und die obere Brust dunkel schiefergrau, wobei Kopf und Nacken am dunkelsten gefärbt sind. Vom unteren Rücken bis zum Schwanz sind sie kräftig tiefbraun. Rücken und Bürzel, die Schulterfedern und die Oberflügeldecken sind von verwaschen olivbrauner Farbe, zu den Schwanzdecken und Steuerfedern geht die Farbe in ein schwärzliches Braun über. Die Oberflügeldecken neigen zu einem verwaschenen Schiefergrau am äußeren Rand, die großen Handdecken sind dunkler, tiefbraun, mit dunklerer Mitte. Handdecken, Handschwingen und Armschwingen sind sehr dunkelbraun, die Schirmfedern sind etwas heller. Die Achselfedern und die Unterflügeldecken sind dunkel schieferfarben mit braunen Federzentren. Die untere Brust bis zum Steiß ist dunkel schiefergrau, durch die dunkelbraunen Federzentren erscheint der Bereich manchmal undeutlich gebändert. Die Unterschwanzdecken und die Beinbefiederung sind sehr dunkelbraun bis schwärzlich.
Die Iris ist rot-orange, die nackte Haut um die Augen, der lange kräftige Schnabel, der Stirnschild sowie die Beine und Füße sind leuchtend rot. Es ist eine kleine Flügelklaue vorhanden. Männchen und Weibchen unterscheiden sich nicht im Erscheinungsbild. Das Gefieder von Jungvögeln wurde nicht beschrieben.

## Verbreitung und Lebensraum
Die Trommelralle ist ein Endemit Halmaheras, der größten Insel der indonesischen Inselgruppe der Molukken. Zwischen 1950 und 2003 wurde die Trommelralle von einem geschützten Gebiet von West Halmahera Regency aus gesichtet, das am Anfang der westlichen Halbinsel liegt, aber vor 1950 wurde sie bis zum südlichsten Punkt der Insel gesehen. Neuere Daten zeigen, dass sie noch immer in einem erheblich größeren Bereich lebt, der auch den Nordosten der Insel umfasst und Inselbewohner behaupten, dass sie auch in den Sümpfen nahe Kao im Nordwesten vorkommt.
Die Trommelralle bewohnt dichtes, unzugängliches, sumpfiges Dickicht und Sumpfwald, insbesondere Sagopalmen-Sümpfe. Sie kommt in Gebieten mit Mischbeständen von Schraubenbäumen und Sagopalmen an Sago/Mangrove Übergängen, an Sumpfrändern am Übergang zu Vorberge-Laubwald und auf Schwemmland, bevorzugt auf Halbinseln die in Schwemmland ragen, vor. Berichte über lokal häufige Vorkommen in Grasland gehen auf Verwechslungen mit der Rotsteiß-Kielralle (Amaurornis moluccanus) zurück.
Der deutsche Vogelkundler Gerd Heinrich, der sich auf seine Forschungsreise vorbereitete, indem er sich in Brennnesseln wälzte, beschrieb in den 1930er Jahren:

„I am solidly confident no European has ever seen this rail alive, for that requires such a degree of toughening and such demands on oneself as I cannot so easily attribute to others. Habroptila is shielded by the awful thorns of the sago swamps ... In this thorn wilderness, I walked barefoot and half-naked for weeks.“

„Ich bin sicher, dass kein Europäer diesen Vogel lebend gesehen hat, denn es erfordert einen solchen Grad an Abhärtung ..., wie ich sie anderen nicht leicht zugestehen kann. Habroptila ist geschützt durch die schrecklichen Dornen der Sago-Sümpfe ... In dieser dornigen Wildnis war ich wochenlang barfuß und halbnackt unterwegs.“

## Nahrung und Verhalten
Zur Nahrung der Trommelralle gehören Pflanzensprossen und Insekten. An gefällten Sagopalmen nimmt sie Sago oder sucht nach sonstiger Nahrung. Sie schluckt auch kleine Steine, um die Zerkleinerung der Nahrung zu fördern. Die Vögel sind anscheinend monogam, doch ist wenig über ihr Balzverhalten bekannt. Das einzige bekannte Nest, das 2010 in einem vermodernden Baumstamm gefunden wurde, war mit Holzspänen und trockenen Blättern ausgelegt. Die beiden jungen Küken waren vollständig von schwarzen Daunenfedern bedeckt, wie sie für Nestflüchter typisch sind.
Der Ruf des Vogels ist ein tiefes Trommeln, begleitet von einem Geräusch wie tuk, tuk, tuk, das mit den Flügeln erzeugt wird. Nach einer örtlichen Legende wird das Geräusch dadurch erzeugt, dass der Vogel mit den Füßen auf einen hohlen Baumstamm oder Zweig schlägt. Gerd Heinrich wies auf den lokalen Namen Soisa (Trommel) hin und beschrieb den Ruf als ein gedämpftes Trommeln purre - purre - purre - purre - purre, das manchmal in einem lauten Schrill endet.

## Gefährdung und Schutz

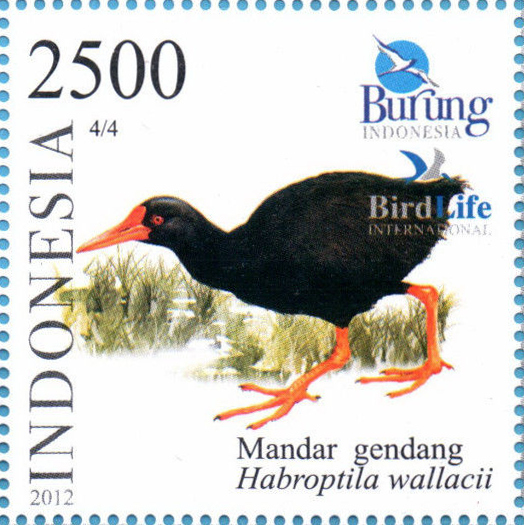
Habroptila wallacii auf einer indonesischen Briefmarke, 2012

Das Verbreitungsgebiet der Trommelralle ist auf die Insel Halmahera beschränkt, der Bestand wird auf 3.500 bis 15.000 Vögel geschätzt. Die größten Bedrohungen für die Art sind die Zerstörung der Sago-Sümpfe durch die kommerzielle Sagogewinnung, das Anlegen von Kanälen und die Nutzung von Flächen für den Nassreisanbau. Flugunfähige Vögel sind darüber hinaus durch eingeschleppte Räuber gefährdet. So wird die Trommelralle gelegentlich von Hunden bei der Jagd auf Hirsche und Schweine erbeutet.
Aufgrund der geringen und wahrscheinlich weiter abnehmenden Bestandsgröße sowie der Fragmentierung ihres Lebensraum durch anhaltenden Habitatverlust wird die Trommelralle von der International Union for Conservation of Nature (IUCN) als gefährdet (Vulnerable, VU) eingestuft.
Über laufende Schutzmaßnahmen ist nichts bekannt. Für Halmahera wurde zwischen Lalobata und Ake Tajawe ein 3.550 km² großes Schutzgebiet vorgeschlagen, das alle Landschaftsformen umfasst. Es ist allerdings unklar, ob für die Trommelralle geeignete Landstriche oder ihre Verbreitungsgebiete beinhaltet sind.

## Etymologie und Forschungsgeschichte
Die Erstbeschreibung der Trommelralle erfolgte 1860 durch George Robert Gray unter dem Namen Habroptila wallacii. Das Typusexemplar stammte vom Halmahera und befand sich in der Sammlung von Alfred Russel Wallace. Mit der Art führte er die neue Gattung Habroptila ein. Dieser Name ist griechischen Ursprungs und leitet sich von »habros, ἁβρος« für »weich, empfindlich« und »ptilon, πτιλον« für »Feder« ab. Der Artname »wallacii« ist seinem Sammler gewidmet.